# L'Écume des jours (opéra)
Pour les articles homonymes, voir L'Écume des jours (homonymie).

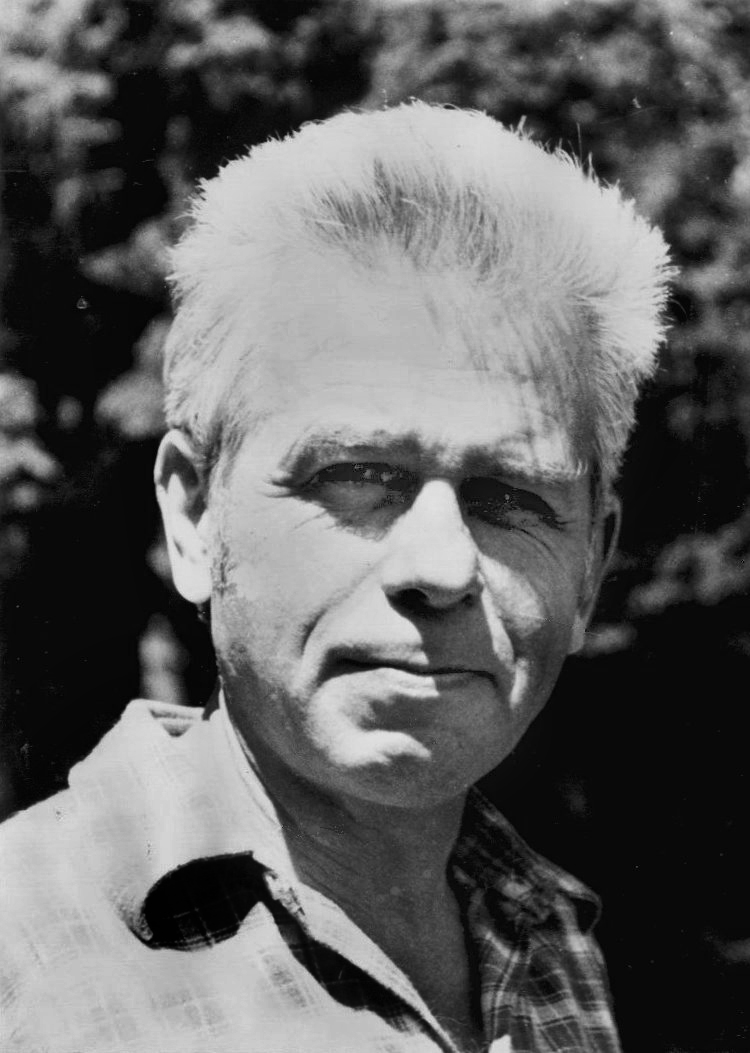
Edison Denisov en 1975.

L’Écume des jours est un opéra en trois actes et quatorze tableaux du compositeur russe Edison Denisov, d’après le roman homonyme de Boris Vian, créé en 1986 à Paris.

## Historique
Denisov travaille sur cet opéra pendant quelques années et le termine en 1981. Le livret est écrit en français par le compositeur. En dehors du texte original du roman il y introduit les poésies de Vian et les textes latins de la messe.
La première a eu lieu en 1986 à l’Opéra-Comique mise en scène par Jean-Claude Fall et sous la direction de John Burdekin. Cet opéra n'a été joué qu’une seule fois en Russie : en 1989, au théâtre d’opéra et de ballet de Perm, avec le texte russe.
Il existe aussi la suite pour voix, chœur et orchestre, tirée de la musique de cet opéra et assemblée par le compositeur. La suite comporte huit numéros. Cette suite est créée en 1983 à Moscou sous la direction de Vassili Sinaïski.

## Analyse
Cet opéra suit la tradition du drame lyrique (Pelléas et Mélisande étant le prototype le plus proche), le sujet en même temps faisant l’écho à La Traviata. L’action se déroule assez lentement, le grotesque et l’humour noir du texte original du roman sont masqués. Les citations tirées de la musique de Duke Ellington font la partie très importante de cette composition.